# Snooker Shoot-Out 2023/2
Das zweite BetVictor Snooker Shoot-Out 2023 war ein Snookerturnier der World Snooker Tour der Saison 2023/24, das vom 6. bis 9. Dezember ausgetragen wurde. Der Termin war um einen Monat vorgezogen worden, so dass es im selben Kalenderjahr stattfand wie das Turnier der Vorsaison. Nachdem das Turnier in den Jahren davor an verschiedenen Orten verteilt über England ausgetragen worden war, wurde bei der 15. Ausgabe erstmals in Wales in der südlichen Küstenstadt Swansea gespielt. Das Shoot-Out ist ein Turnier im Sonderformat mit vom üblichen Snooker abweichenden Regeln.
Chris Wakelin gewann das vorangegangene Turnier im Januar, er scheiterte jedoch diesmal knapp in Runde 2. Das Endspiel erreichten Mark Allen und Cao Yupeng aus China. Der Nordire gewann den Finalframe mit 65:4. Er war der erste Top-16-Spieler, der das Shoot-Out gewinnen konnte. Allen holte damit seinen 10. Titel bei einem Ranglistenturnier.

## Preisgeld
Im vierten Jahr bzw. dem fünften Turnier in Folge blieb die Preisgeldsumme von 171.000 £ und ihre Verteilung unverändert.
|                 | Preisgeld |
| --------------- | --------- |
| Sieger          | 50.000 £  |
| Finalist        | 20.000 £  |
| Halbfinalist    | 8.000 £   |
| Viertelfinalist | 4.000 £   |
| Achtelfinalist  | 2.000 £   |
| Letzten 32      | 1.000 £   |
| Letzten 64      | 500 £     |
| Letzten 128     | 250 £ a   |
| Höchstes Break  | 5.000 £   |
| Insgesamt       | 171.000 £ |

## Spielplan
Shoot-Out-Snooker wird nach besonderen Regeln gespielt, so dauert eine Partie maximal 10 Minuten, wobei in der ersten Hälfte jeder Spieler 15 Sekunden, in der zweiten Hälfte 10 Sekunden für die Ausführung eines Stoßes hat.
113 Profis hatten sich angemeldet, 15 Amateure ergänzten das Teilnehmerfeld. 8 von ihnen waren Nachwuchsspieler, zum Teil Altersklasse U14 oder U16, die eine Wildcard des Verbands bekamen: Liam Davies, Riley Powell, Jack Borwick, Joel Connolly, Bulcsú Révész, Shaun Liu, Leone Crowley und Oliver Sykes. Die Auslosung der ersten Runde wurde im November bekanntgegeben. Anders als bei den meisten Snookerturnieren wird beim Snooker Shoot-Out jede Runde neu ausgelost.
WC = Spieler mit einer Wildcard der WPBSA

A = Amateurspieler (während dieser Saison nicht auf der Tour, Qualifikation über die Q School Order of Merit)
Gespielt wurde jeweils ein Frame, angegeben sind die erzielten Punkte in dem Frame.

### 1. Runde
Die Spiele der 1. Runde fanden am Mittwoch und Donnerstag in 4 Sessions statt.
| Spiel | Spieler 1                    | Ergebnis  | Spieler 2                  |
| ----- | ---------------------------- | --------- | -------------------------- |
| 1     | (A) Duane Jones              | 082:082   | Jenson Kendrick (98)       |
| 2     | (85) Liam Pullen             | 158:158   | Yuan Sijun (32)            |
| 3     | (19) Joe Perry               | 165:165   | Alfie Davies (A)           |
| 4     | (108) Andrew Pagett          | 776:776   | Barry Pinches (A)          |
| 5     | (53) Michael White           | 092:092   | Mohamed Ibrahim (90)       |
| 6     | (96) Ryan Thomerson          | 131:131   | Elliot Slessor (43)        |
| 7     | (15) Ricky Walden            | 4235:4235 | Iulian Boiko (A)           |
| 8     | (5) Ali Carter               | 186:186   | Ross Muir (73)             |
| 9     | (104) Alexander Ursenbacher  | 2739:2739 | Ashley Hugill (58)         |
| 10    | (31) Graeme Dott             | 4655:4655 | Sean O’Sullivan (75)       |
| 11    | (66) Lukas Kleckers          | 2984:2984 | Stuart Bingham (13)        |
| 12    | (16) Zhou Yuelong            | 537:537   | Stuart Carrington (83)     |
| 13    | (A) Steven Hallworth         | 1448:1448 | Jamie Jones (34)           |
| 14    | (82) Adam Duffy              | 3315:3315 | Jack Borwick (WC)          |
| 15    | (80) Andy Lee                | 7511:7511 | Joe O’Connor (27)          |
| 16    | (63) Ken Doherty             | 1095:1095 | Matthew Stevens (37)       |
| 17    | (97) Rory Thor               | 3926:3926 | David Gilbert (17)         |
| 18    | (41) Dominic Dale            | 164:164   | Fan Zhengyi (22)           |
| 19    | (WC) Shaun Liu               | 5257:5257 | Ishpreet Singh Chadha (84) |
| 20    | (72) Allan Taylor            | 3533:3533 | Oliver Brown (78)          |
| 21    | (76) Xing Zihao              | 4231:4231 | Xu Si (49)                 |
| 22    | (74) Muhammad Asif           | 5750:5750 | Zhang Anda (7)             |
| 23    | (1) Mark Allen               | 1552:1552 | Ben Woollaston (39)        |
| 24    | (51) Mark Davis              | 894:894   | Baipat Siripaporn (110)    |
| 25    | (111) Manasawin Phetmalaikul | 3231:3231 | Mostafa Dorgham (112)      |
| 26    | (35) Cao Yupeng              | 3273:3273 | Sydney Wilson (A)          |
| 27    | (WC) Joel Connolly           | 4335:4335 | Jiang Jun (95)             |
| 28    | (3) Kyren Wilson             | 3847:3847 | Daniel Wells (69)          |
| 29    | (107) Jimmy White            | 6243:6243 | Zak Surety (65)            |
| 30    | (71) Rod Lawler              | 3331:3331 | Oliver Sykes (WC)          |
| 31    | (93) Louis Heathcote         | 4345:4345 | Xiao Guodong (24)          |
| 32    | (25) Lü Haotian              | 5352:5352 | Liam Davies (WC)           |

| Spiel | Spieler 1                    | Ergebnis  | Spieler 2                  |
| ----- | ---------------------------- | --------- | -------------------------- |
| 1     | (A) Duane Jones              | 082:082   | Jenson Kendrick (98)       |
| 2     | (85) Liam Pullen             | 158:158   | Yuan Sijun (32)            |
| 3     | (19) Joe Perry               | 165:165   | Alfie Davies (A)           |
| 4     | (108) Andrew Pagett          | 776:776   | Barry Pinches (A)          |
| 5     | (53) Michael White           | 092:092   | Mohamed Ibrahim (90)       |
| 6     | (96) Ryan Thomerson          | 131:131   | Elliot Slessor (43)        |
| 7     | (15) Ricky Walden            | 4235:4235 | Iulian Boiko (A)           |
| 8     | (5) Ali Carter               | 186:186   | Ross Muir (73)             |
| 9     | (104) Alexander Ursenbacher  | 2739:2739 | Ashley Hugill (58)         |
| 10    | (31) Graeme Dott             | 4655:4655 | Sean O’Sullivan (75)       |
| 11    | (66) Lukas Kleckers          | 2984:2984 | Stuart Bingham (13)        |
| 12    | (16) Zhou Yuelong            | 537:537   | Stuart Carrington (83)     |
| 13    | (A) Steven Hallworth         | 1448:1448 | Jamie Jones (34)           |
| 14    | (82) Adam Duffy              | 3315:3315 | Jack Borwick (WC)          |
| 15    | (80) Andy Lee                | 7511:7511 | Joe O’Connor (27)          |
| 16    | (63) Ken Doherty             | 1095:1095 | Matthew Stevens (37)       |
| 17    | (97) Rory Thor               | 3926:3926 | David Gilbert (17)         |
| 18    | (41) Dominic Dale            | 164:164   | Fan Zhengyi (22)           |
| 19    | (WC) Shaun Liu               | 5257:5257 | Ishpreet Singh Chadha (84) |
| 20    | (72) Allan Taylor            | 3533:3533 | Oliver Brown (78)          |
| 21    | (76) Xing Zihao              | 4231:4231 | Xu Si (49)                 |
| 22    | (74) Muhammad Asif           | 5750:5750 | Zhang Anda (7)             |
| 23    | (1) Mark Allen               | 1552:1552 | Ben Woollaston (39)        |
| 24    | (51) Mark Davis              | 894:894   | Baipat Siripaporn (110)    |
| 25    | (111) Manasawin Phetmalaikul | 3231:3231 | Mostafa Dorgham (112)      |
| 26    | (35) Cao Yupeng              | 3273:3273 | Sydney Wilson (A)          |
| 27    | (WC) Joel Connolly           | 4335:4335 | Jiang Jun (95)             |
| 28    | (3) Kyren Wilson             | 3847:3847 | Daniel Wells (69)          |
| 29    | (107) Jimmy White            | 6243:6243 | Zak Surety (65)            |
| 30    | (71) Rod Lawler              | 3331:3331 | Oliver Sykes (WC)          |
| 31    | (93) Louis Heathcote         | 4345:4345 | Xiao Guodong (24)          |
| 32    | (25) Lü Haotian              | 5352:5352 | Liam Davies (WC)           |

| Spiel | Spieler 1               | Ergebnis  | Spieler 2             |
| ----- | ----------------------- | --------- | --------------------- |
| 33    | (A) Florian Nüßle a     | 610:610   | Ian Burns (89)        |
| 34    | (94) Stan Moody         | 1443:1443 | Rory McLeod (A)       |
| 35    | (64) He Guoqiang        | 479:479   | Hammad Miah (77)      |
| 36    | (12) Chris Wakelin      | 6272:6272 | Pang Junxu (23)       |
| 37    | (46) Liam Highfield     | 8737:8737 | Si Jiahui (21)        |
| 38    | (47) Oliver Lines       | 2269:2269 | Ma Hailong (86)       |
| 39    | (18) Matthew Selt       | 684:684   | Mark Williams (4)     |
| 40    | (42) Tian Pengfei       | 3556:3556 | Alex Taubman b (A)    |
| 41    | (20) Jimmy Robertson    | 231:231   | James Cahill (61)     |
| 42    | (50) Mark Joyce         | 638:638   | Rebecca Kenna (106)   |
| 43    | (10) Ryan Day           | 525:525   | Anton Kazakov (91)    |
| 44    | (92) Andrew Higginson   | 740:740   | Julien Leclercq (57)  |
| 45    | (56) Dylan Emery        | 3146:3146 | Wu Yize (30)          |
| 46    | (55) Sanderson Lam      | 3062:3062 | Haydon Pinhey (A)     |
| 47    | (99) Himanshu Jain      | 6051:6051 | Robbie Williams (38)  |
| 48    | (WC) Leone Crowley      | 649:649   | Jackson Page (40)     |
| 49    | (45) Andy Hicks         | 2964:2964 | Martin O’Donnell (70) |
| 50    | (79) Peng Yisong        | 1063:1063 | Ben Mertens (60)      |
| 51    | (29) Thepchaiya Un-Nooh | 2641:2641 | Liu Hongyu (67)       |
| 52    | (62) David Lilley       | 2899:2899 | Reanne Evans (101)    |
| 53    | (59) John Astley        | 373:373   | Victor Sarkis (105)   |
| 54    | (100) Dean Young        | 3159:3159 | David Grace (44)      |
| 55    | (68) Ashley Carty       | 239:239   | Jak Jones (28)        |
| 56    | (2) Shaun Murphy        | 0147:0147 | Bulcsú Révész (WC)    |
| 57    | (87) Alfie Burden       | 559:559   | Aaron Hill (54)       |
| 58    | (88) Long Zehuang       | 2452:2452 | Tom Ford (8)          |
| 59    | (33) Anthony Hamilton   | 554:554   | Mink Nutcharut (103)  |
| 60    | (81) Andres Petrov      | 3119:3119 | Jamie Clarke (48)     |
| 61    | (26) Jordan Brown       | 2930:2930 | Gary Wilson (11)      |
| 62    | (A) Jamie O’Neill c     | 965:965   | Riley Powell (WC)     |
| 63    | (6) Robert Milkins      | 3351:3351 | Liam Graham (102)     |
| 64    | (109) Ahmed Aly Elsayed | 5047:5047 | Noppon Saengkham (14) |

| Spiel | Spieler 1               | Ergebnis  | Spieler 2             |
| ----- | ----------------------- | --------- | --------------------- |
| 33    | (A) Florian Nüßle a     | 610:610   | Ian Burns (89)        |
| 34    | (94) Stan Moody         | 1443:1443 | Rory McLeod (A)       |
| 35    | (64) He Guoqiang        | 479:479   | Hammad Miah (77)      |
| 36    | (12) Chris Wakelin      | 6272:6272 | Pang Junxu (23)       |
| 37    | (46) Liam Highfield     | 8737:8737 | Si Jiahui (21)        |
| 38    | (47) Oliver Lines       | 2269:2269 | Ma Hailong (86)       |
| 39    | (18) Matthew Selt       | 684:684   | Mark Williams (4)     |
| 40    | (42) Tian Pengfei       | 3556:3556 | Alex Taubman b (A)    |
| 41    | (20) Jimmy Robertson    | 231:231   | James Cahill (61)     |
| 42    | (50) Mark Joyce         | 638:638   | Rebecca Kenna (106)   |
| 43    | (10) Ryan Day           | 525:525   | Anton Kazakov (91)    |
| 44    | (92) Andrew Higginson   | 740:740   | Julien Leclercq (57)  |
| 45    | (56) Dylan Emery        | 3146:3146 | Wu Yize (30)          |
| 46    | (55) Sanderson Lam      | 3062:3062 | Haydon Pinhey (A)     |
| 47    | (99) Himanshu Jain      | 6051:6051 | Robbie Williams (38)  |
| 48    | (WC) Leone Crowley      | 649:649   | Jackson Page (40)     |
| 49    | (45) Andy Hicks         | 2964:2964 | Martin O’Donnell (70) |
| 50    | (79) Peng Yisong        | 1063:1063 | Ben Mertens (60)      |
| 51    | (29) Thepchaiya Un-Nooh | 2641:2641 | Liu Hongyu (67)       |
| 52    | (62) David Lilley       | 2899:2899 | Reanne Evans (101)    |
| 53    | (59) John Astley        | 373:373   | Victor Sarkis (105)   |
| 54    | (100) Dean Young        | 3159:3159 | David Grace (44)      |
| 55    | (68) Ashley Carty       | 239:239   | Jak Jones (28)        |
| 56    | (2) Shaun Murphy        | 0147:0147 | Bulcsú Révész (WC)    |
| 57    | (87) Alfie Burden       | 559:559   | Aaron Hill (54)       |
| 58    | (88) Long Zehuang       | 2452:2452 | Tom Ford (8)          |
| 59    | (33) Anthony Hamilton   | 554:554   | Mink Nutcharut (103)  |
| 60    | (81) Andres Petrov      | 3119:3119 | Jamie Clarke (48)     |
| 61    | (26) Jordan Brown       | 2930:2930 | Gary Wilson (11)      |
| 62    | (A) Jamie O’Neill c     | 965:965   | Riley Powell (WC)     |
| 63    | (6) Robert Milkins      | 3351:3351 | Liam Graham (102)     |
| 64    | (109) Ahmed Aly Elsayed | 5047:5047 | Noppon Saengkham (14) |

### 2. Runde
Die 2. Runde fand am Freitag in 2 Sessions statt.
| Spiel | Spieler 1                   | Ergebnis  | Spieler 2               |
| ----- | --------------------------- | --------- | ----------------------- |
| 1     | (100) Dean Young            | 2841:2841 | Shaun Liu (A)           |
| 2     | (95) Jiang Jun              | 760:760   | Anthony Hamilton (33)   |
| 3     | (43) Elliot Slessor         | 1642:1642 | Oliver Sykes (A)        |
| 4     | (88) Long Zehuang           | 768:768   | Noppon Saengkham (14)   |
| 5     | (35) Cao Yupeng             | 051:051   | Julien Leclercq (57)    |
| 6     | (10) Ryan Day               | 2048:2048 | Ashley Carty (68)       |
| 7     | (89) Ian Burns              | 900:900   | Stan Moody (94)         |
| 8     | (77) Hammad Miah            | 930:930   | Mark Williams (4)       |
| 9     | (104) Alexander Ursenbacher | 1168:1168 | Victor Sarkis (105)     |
| 10    | (40) Jackson Page           | 725:725   | Graeme Dott (31)        |
| 11    | (49) Xu Si                  | 4247:4247 | Jamie Clarke (48)       |
| 12    | (37) Matthew Stevens        | 780:780   | Thepchaiya Un-Nooh (29) |
| 13    | (41) Dominic Dale           | 4446:4446 | Shaun Murphy (2)        |
| 14    | (51) Mark Davis             | 2150:2150 | Tian Pengfei (42)       |
| 15    | (112) Mostafa Dorgham       | 7114:7114 | Kyren Wilson (3)        |
| 16    | (55) Sanderson Lam          | 558:558   | Andy Hicks (45)         |

| Spiel | Spieler 1                   | Ergebnis  | Spieler 2               |
| ----- | --------------------------- | --------- | ----------------------- |
| 1     | (100) Dean Young            | 2841:2841 | Shaun Liu (A)           |
| 2     | (95) Jiang Jun              | 760:760   | Anthony Hamilton (33)   |
| 3     | (43) Elliot Slessor         | 1642:1642 | Oliver Sykes (A)        |
| 4     | (88) Long Zehuang           | 768:768   | Noppon Saengkham (14)   |
| 5     | (35) Cao Yupeng             | 051:051   | Julien Leclercq (57)    |
| 6     | (10) Ryan Day               | 2048:2048 | Ashley Carty (68)       |
| 7     | (89) Ian Burns              | 900:900   | Stan Moody (94)         |
| 8     | (77) Hammad Miah            | 930:930   | Mark Williams (4)       |
| 9     | (104) Alexander Ursenbacher | 1168:1168 | Victor Sarkis (105)     |
| 10    | (40) Jackson Page           | 725:725   | Graeme Dott (31)        |
| 11    | (49) Xu Si                  | 4247:4247 | Jamie Clarke (48)       |
| 12    | (37) Matthew Stevens        | 780:780   | Thepchaiya Un-Nooh (29) |
| 13    | (41) Dominic Dale           | 4446:4446 | Shaun Murphy (2)        |
| 14    | (51) Mark Davis             | 2150:2150 | Tian Pengfei (42)       |
| 15    | (112) Mostafa Dorgham       | 7114:7114 | Kyren Wilson (3)        |
| 16    | (55) Sanderson Lam          | 558:558   | Andy Hicks (45)         |

| Spiel | Spieler 1            | Ergebnis  | Spieler 2            |
| ----- | -------------------- | --------- | -------------------- |
| 17    | (50) Mark Joyce      | 5112:5112 | Steven Hallworth (A) |
| 18    | (12) Chris Wakelin   | 4644:4644 | Joe O’Connor (27)    |
| 19    | (38) Robbie Williams | 628:628   | Iulian Boiko (A)     |
| 20    | (78) Oliver Brown    | 691:691   | Mark Allen (1)       |
| 21    | (85) Liam Pullen     | 1120:1120 | Jamie O’Neill (A)    |
| 22    | (A) Barry Pinches    | 6831:6831 | Duane Jones (A)      |
| 23    | (A) Alfie Davies     | 5828:5828 | Dylan Emery (56)     |
| 24    | (5) Ali Carter       | 616:616   | Alfie Burden (87)    |
| 25    | (17) David Gilbert   | 4036:4036 | Jimmy Robertson (20) |
| 26    | (79) Peng Yisong     | 522:522   | Michael White (53)   |
| 27    | (47) Oliver Lines    | 1656:1656 | Robert Milkins (6)   |
| 28    | (21) Si Jiahui       | 972:972   | Jordan Brown (26)    |
| 29    | (65) Zak Surety      | 4249:4249 | Zhang Anda (7)       |
| 30    | (66) Lukas Kleckers  | 780:780   | Zhou Yuelong (16)    |
| 31    | (62) David Lilley    | 2554:2554 | Jack Borwick (A)     |
| 32    | (93) Louis Heathcote | 5742:5742 | Liam Davies (A)      |

| Spiel | Spieler 1            | Ergebnis  | Spieler 2            |
| ----- | -------------------- | --------- | -------------------- |
| 17    | (50) Mark Joyce      | 5112:5112 | Steven Hallworth (A) |
| 18    | (12) Chris Wakelin   | 4644:4644 | Joe O’Connor (27)    |
| 19    | (38) Robbie Williams | 628:628   | Iulian Boiko (A)     |
| 20    | (78) Oliver Brown    | 691:691   | Mark Allen (1)       |
| 21    | (85) Liam Pullen     | 1120:1120 | Jamie O’Neill (A)    |
| 22    | (A) Barry Pinches    | 6831:6831 | Duane Jones (A)      |
| 23    | (A) Alfie Davies     | 5828:5828 | Dylan Emery (56)     |
| 24    | (5) Ali Carter       | 616:616   | Alfie Burden (87)    |
| 25    | (17) David Gilbert   | 4036:4036 | Jimmy Robertson (20) |
| 26    | (79) Peng Yisong     | 522:522   | Michael White (53)   |
| 27    | (47) Oliver Lines    | 1656:1656 | Robert Milkins (6)   |
| 28    | (21) Si Jiahui       | 972:972   | Jordan Brown (26)    |
| 29    | (65) Zak Surety      | 4249:4249 | Zhang Anda (7)       |
| 30    | (66) Lukas Kleckers  | 780:780   | Zhou Yuelong (16)    |
| 31    | (62) David Lilley    | 2554:2554 | Jack Borwick (A)     |
| 32    | (93) Louis Heathcote | 5742:5742 | Liam Davies (A)      |

### 3. Runde
Die 3. Runde war die erste Session ab Samstagmittag.
| Spiel | Spieler 1                   | Ergebnis  | Spieler 2               |
| ----- | --------------------------- | --------- | ----------------------- |
| 1     | (62) David Lilley           | 1011:1011 | Kyren Wilson (3)        |
| 2     | (53) Michael White          | 675:675   | Joe O’Connor (27)       |
| 3     | (104) Alexander Ursenbacher | 4812:4812 | Steven Hallworth (A)    |
| 4     | (55) Sanderson Lam          | 5836:5836 | Mark Allen (1)          |
| 5     | (35) Cao Yupeng             | 644:644   | Thepchaiya Un-Nooh (29) |
| 6     | (A) Iulian Boiko            | 2631:2631 | Anthony Hamilton (33)   |
| 7     | (5) Ali Carter              | 2158:2158 | Dean Young (100)        |
| 8     | (16) Zhou Yuelong           | 6623:6623 | Dominic Dale (41)       |

| Spiel | Spieler 1                   | Ergebnis  | Spieler 2               |
| ----- | --------------------------- | --------- | ----------------------- |
| 1     | (62) David Lilley           | 1011:1011 | Kyren Wilson (3)        |
| 2     | (53) Michael White          | 675:675   | Joe O’Connor (27)       |
| 3     | (104) Alexander Ursenbacher | 4812:4812 | Steven Hallworth (A)    |
| 4     | (55) Sanderson Lam          | 5836:5836 | Mark Allen (1)          |
| 5     | (35) Cao Yupeng             | 644:644   | Thepchaiya Un-Nooh (29) |
| 6     | (A) Iulian Boiko            | 2631:2631 | Anthony Hamilton (33)   |
| 7     | (5) Ali Carter              | 2158:2158 | Dean Young (100)        |
| 8     | (16) Zhou Yuelong           | 6623:6623 | Dominic Dale (41)       |

| Spiel | Spieler 1           | Ergebnis  | Spieler 2            |
| ----- | ------------------- | --------- | -------------------- |
| 9     | (A) Duane Jones     | 5640:5640 | Long Zehuang (88)    |
| 10    | (49) Xu Si          | 209:209   | Oliver Lines (47)    |
| 11    | (A) Liam Davies     | 3340:3340 | Dylan Emery (56)     |
| 12    | (77) Hammad Miah    | 3461:3461 | Stan Moody (94)      |
| 13    | (51) Mark Davis     | 1546:1546 | Liam Pullen (85)     |
| 14    | (31) Graeme Dott    | 5344:5344 | Jimmy Robertson (20) |
| 15    | (43) Elliot Slessor | 4265:4265 | Zak Surety (65)      |
| 16    | (10) Ryan Day       | 1120:1120 | Si Jiahui (21)       |

| Spiel | Spieler 1           | Ergebnis  | Spieler 2            |
| ----- | ------------------- | --------- | -------------------- |
| 9     | (A) Duane Jones     | 5640:5640 | Long Zehuang (88)    |
| 10    | (49) Xu Si          | 209:209   | Oliver Lines (47)    |
| 11    | (A) Liam Davies     | 3340:3340 | Dylan Emery (56)     |
| 12    | (77) Hammad Miah    | 3461:3461 | Stan Moody (94)      |
| 13    | (51) Mark Davis     | 1546:1546 | Liam Pullen (85)     |
| 14    | (31) Graeme Dott    | 5344:5344 | Jimmy Robertson (20) |
| 15    | (43) Elliot Slessor | 4265:4265 | Zak Surety (65)      |
| 16    | (10) Ryan Day       | 1120:1120 | Si Jiahui (21)       |

### Achtelfinale
Der Samstagabend begann um 19.00 Uhr mit der Runde der Letzten 16. Daran schlossen sich die verbleibenden Runden bis zum Finale an.
| Spiel | Spieler 1         | Ergebnis  | Spieler 2        |
| ----- | ----------------- | --------- | ---------------- |
| 1     | (41) Dominic Dale | 4663:4663 | Iulian Boiko (A) |
| 2 a   | (3) Kyren Wilson  | 5348:5348 | Si Jiahui (21)   |
| 3     | (35) Cao Yupeng   | 1631:1631 | Hammad Miah (77) |
| 4     | (47) Oliver Lines | 1910:1910 | Mark Allen (1)   |

| Spiel | Spieler 1         | Ergebnis  | Spieler 2        |
| ----- | ----------------- | --------- | ---------------- |
| 1     | (41) Dominic Dale | 4663:4663 | Iulian Boiko (A) |
| 2 a   | (3) Kyren Wilson  | 5348:5348 | Si Jiahui (21)   |
| 3     | (35) Cao Yupeng   | 1631:1631 | Hammad Miah (77) |
| 4     | (47) Oliver Lines | 1910:1910 | Mark Allen (1)   |

| Spiel | Spieler 1           | Ergebnis  | Spieler 2            |
| ----- | ------------------- | --------- | -------------------- |
| 5     | (A) Liam Davies     | 730:730   | Mark Davis (51)      |
| 6     | (88) Long Zehuang   | 5233:5233 | Steven Hallworth (A) |
| 7     | (43) Elliot Slessor | 3650:3650 | Jimmy Robertson (20) |
| 8     | (53) Michael White  | 3227:3227 | Ali Carter (5)       |

| Spiel | Spieler 1           | Ergebnis  | Spieler 2            |
| ----- | ------------------- | --------- | -------------------- |
| 5     | (A) Liam Davies     | 730:730   | Mark Davis (51)      |
| 6     | (88) Long Zehuang   | 5233:5233 | Steven Hallworth (A) |
| 7     | (43) Elliot Slessor | 3650:3650 | Jimmy Robertson (20) |
| 8     | (53) Michael White  | 3227:3227 | Ali Carter (5)       |

### Viertelfinale
| Spiel | Spieler 1       | Ergebnis  | Spieler 2       |
| ----- | --------------- | --------- | --------------- |
| 1     | (35) Cao Yupeng | 1339:1339 | Mark Davis (51) |
| 2     | (21) Si Jiahui  | 5218:5218 | Mark Allen (1)  |

| Spiel | Spieler 1       | Ergebnis  | Spieler 2       |
| ----- | --------------- | --------- | --------------- |
| 1     | (35) Cao Yupeng | 1339:1339 | Mark Davis (51) |
| 2     | (21) Si Jiahui  | 5218:5218 | Mark Allen (1)  |

| Spiel | Spieler 1         | Ergebnis  | Spieler 2            |
| ----- | ----------------- | --------- | -------------------- |
| 3     | (41) Dominic Dale | 5219:5219 | Steven Hallworth (A) |
| 4     | (5) Ali Carter    | 2441:2441 | Elliot Slessor (43)  |

| Spiel | Spieler 1         | Ergebnis  | Spieler 2            |
| ----- | ----------------- | --------- | -------------------- |
| 3     | (41) Dominic Dale | 5219:5219 | Steven Hallworth (A) |
| 4     | (5) Ali Carter    | 2441:2441 | Elliot Slessor (43)  |

### Halbfinale
| Spiel | Spieler 1       | Ergebnis  | Spieler 2      |
| ----- | --------------- | --------- | -------------- |
| 1     | (35) Cao Yupeng | 1841:1841 | Ali Carter (5) |

| Spiel | Spieler 1       | Ergebnis  | Spieler 2      |
| ----- | --------------- | --------- | -------------- |
| 1     | (35) Cao Yupeng | 1841:1841 | Ali Carter (5) |

| Spiel | Spieler 1            | Ergebnis | Spieler 2      |
| ----- | -------------------- | -------- | -------------- |
| 2     | (A) Steven Hallworth | 608:608  | Mark Allen (1) |

| Spiel | Spieler 1            | Ergebnis | Spieler 2      |
| ----- | -------------------- | -------- | -------------- |
| 2     | (A) Steven Hallworth | 608:608  | Mark Allen (1) |

### Finale
Mark Allen stand nach 2013 zum zweiten Mal im Finale des Shoot-Out. In dem Jahr war Cao Yupeng zum ersten Mal dabei und hatte bei den vorhergehenden sieben Teilnahmen als bestes Ergebnis das Viertelfinale erreicht. Zweimal hatte er aber bereits im Finale eines normalen Ranglistenturniers gestanden. Der Chinese hatte einige Chancen, konnte sie aber nicht nutzen und beging am Ende aus einem Snooker heraus ein Foul, das seine Niederlage besiegelte. Obwohl er mehrere Anläufe benötigte, siegte Allen am Ende klar. Einige Topspieler hatten in den Jahren zuvor das Shoot-Out-Finale erreicht, aber Allen war der erste Spieler der aktuell in den Top 16 stand, der das Turnier gewinnen konnte.
Geleitet wurde das Endspiel vom Schiedsrichter Alex Crișan aus Rumänien.
| Spiel | Spieler 1       | Ergebnis | Spieler 2      |
| ----- | --------------- | -------- | -------------- |
| 1     | (35) Cao Yupeng | 654:654  | Mark Allen (1) |

## Century-Breaks
Zwei Spieler erzielten je ein Break mit mehr als 100 Punkten. In der ersten Session des zweiten Tages schaffte Shaun Murphy das erste Maximum Break in der Geschichte des Shoot-Out, das auch das höchste Break des Turniers war.
- Shaun Murphy 147
- Kyren Wilson 101